# Cyathea mutica
Cyathea mutica är en ormbunkeart som först beskrevs av Hermann Christ och fick sitt nu gällande namn av Karel Domin. Cyathea mutica ingår i släktet Cyathea och familjen Cyatheaceae. Utöver nominatformen finns också underarten C. m. grandis.